# 小林作太郎
小林 作太郎（こばやし さくたろう、明治2年9月23日（1869年10月27日） - 昭和12年（1937年）7月30日）は、明治時代から昭和初期にかけての電気技術者。

## 経歴
肥前国長崎生まれ。10歳で小学校を中退したという。父の彌吉は、骨董商を営み、刀剣の鑑定もしていたが、彫金師でもあった。その影響もあってか機械好きであった小林は、独学で技術を学びながら、12歳のときに真鍮で陸用蒸気機関の模型を作成し、以降も、軌道を走る汽車の模型や、汽船の模型を製作した。この頃の小林少年は、汽船の構造を学ぶため、長崎に停泊していたフランス船へ泳いで通い、船内を見学させてもらったと伝えられている。
1885年に三菱造船所（三菱重工業長崎造船所の前身）に入り、1890年の内国勧業博覧会に「壜中軍艦」を出品して注目された。後に上京して、田中製造所（東芝の前身）に職工として入り、1906年には工場内に初めて研究室を設け、その後「当時としては驚異的な」出力である200kWの三相交流発電機を発明した。
小林は、自転車の曲乗りの名人でもあった。これは機械好きのためでもあったといい、長崎にいた十代後半からオーディナリー型の自転車を乗り回し、1898年11月6日に上野不忍池畔で開かれた内外連合自転車競走運動会でも妙技を披露したという。この会を主催した大日本双輪倶楽部や愛輪倶楽部のメンバーとしても知られていた。また、盆栽や釣りの腕前も相当なものであったという。
田中製造所〜芝浦製作所では、職工から、技手、技士を経て、工場長、工場取締となり、最後は常務取締役を務めた。
小林は、晩年になっても「病床で食事をするための椅子」を考案するなどしていた。

## 残されたもの
没後の1939年には、『小林作太郎傳』が東京芝浦電氣によってまとめられ、非売品として配布された。
戦時中は、「勤労動員の少年少女の鑑として」教科書にも載せられたといい、1942年には岡田鉦介『職場の偉人：小林作太郎伝』（新紀元社）、1943年には今井誉次『少年技師小林作太郎』(第百書房）、1944年には宮瀬睦夫『技術の勝利：小林作太郎伝』（八雲書店）が出版された。
川崎市の東芝京浜事業所内には、小林の自宅工作室を移設した「小林記念室」があり、小林が使用した工具類などが保存されている（非公開）。